# İbrahim Çelikkol
 (avril 2024).
Si vous disposez d'ouvrages ou d'articles de référence ou si vous connaissez des sites web de qualité traitant du thème abordé ici, merci de compléter l'article en donnant les références utiles à sa vérifiabilité et en les liant à la section « Notes et références ».
İbrahim Çelikkol, né à Izmit (Turquie) le 14 février 1982, est un acteur turc de séries et de films. Ibrahim est un ancien joueur de basketball professionnel et mannequin.
Il est notamment populaire en Turquie grâce à la série Siyah Beyaz Aşk.

## Biographie
Il prend des cours de cinéma pour commencer sa carrière en tant qu'acteur. Grâce à ses talents sportifs, il est prédestiné pour des rôles dans des films d'action. Sa rencontre avec le réalisateur Osman Sinav marque un tournant dans sa carrière professionnelle.
En 2008, le public le découvre à travers le personnage de Samil Baturay dans la série Pars Narkoterör aux côtés de l'actrice Seda Bakan. Ses participations dans la série Fatih (dans le rôle de Hasan) ainsi que dans la série Iffet (pour le personnage de Cemil) lui valent des critiques positives et une popularité internationale. Le succès de la série Iffet sur la chaîne télé turque StarTV lui permet d'être exportée dans plusieurs pays de la région.

## Filmographie

### Cinéma
- 2012 : Constantinople : Ulubatli Hasan
- 2014 : Sadece Sen : Ali

### Télévision
- 2008 : Le léopard (Pars Narkoterör) : Samil Baturay
- 2011-2012 : Iffet : Cemil
- 2013-2014 : Merhamet : Firat
- 2014 : Reaksiyon : Oguz
- 2016 : Intersection (Kördügüm) : Ali Nejat
- 2017-2018 : Le prix de la passion (Siyah Beyaz Aşk) : Ferhat Aslan
- 2018 : mühteşem ikili : Mert Parca
- 2019-2020 : dogdugun ev kaderindir : Medhi
- 2022-2024 : Les ailes de l'ambition (Kuş Uçuşu) : Kenan Sezgin